# Por la raja de tu falda
La raja de tu falda es una de las canciones más emblemáticas del dúo español Estopa, compuesto por los hermanos David y José Manuel Muñoz. Lanzada en 1999 como parte de su álbum debut homónimo, este tema catapultó a Estopa a la fama en el panorama musical español.

## Origen y Composición
La inspiración para "La raja de tu falda" proviene de una noticia real que llamó la atención de los hermanos Muñoz. Un hombre había sufrido un accidente automovilístico al distraerse con un cartel publicitario de ropa interior femenina. Este incidente les pareció curioso y decidieron plasmarlo en una canción, narrando la historia de alguien que, camino al bar, sufre un choque con un Seat Panda al distraerse con una mujer.
La canción combina elementos de rumba catalana con rock y pop, característicos del estilo de Estopa, y destaca por su letra desenfadada y pegadiza.

### Recepción y Éxito
Aunque "La raja de tu falda" tenía un gran potencial, no fue seleccionada inicialmente como el primer sencillo del álbum; la discográfica optó por "Suma y sigue". Sin embargo, fue este tema el que rápidamente ganó popularidad, convirtiéndose en un éxito rotundo que impulsó la carrera de Estopa. La canción resonó con el público por su frescura y la fusión de estilos musicales, vendiendo más de dos millones de copias en España y ganando notoriedad en Latinoamérica.

### Legado
A más de dos décadas de su lanzamiento, "La raja de tu falda" sigue siendo una de las canciones más representativas de Estopa y un referente en la música española de finales de los años 90. Su éxito contribuyó significativamente a la popularización de la rumba catalana y consolidó a Estopa como uno de los dúo más influyentes en la escena musical hispana.

## Controversia
Con el paso del tiempo, "La raja de tu falda" ha sido objeto de análisis y censura desde una perspectiva de género. Algunos críticos han señalado que la letra podría interpretarse como cosificadora hacia la mujer e incluso de ser una canción machista. Los hermanos Muñoz han respondido a estas críticas afirmando que la canción es una ficción humorística inspirada en un hecho real y que no busca acosar ni cosificar a nadie. Según José Muñoz, "Nos parecía gracioso que un tío se piñara por mirar unas piernas. No hay acoso y no es una canción autobiográfica, es pura ficción".